# Клайн-Рённау
Клайн-Рённау (нем. Klein Rönnau) — община в Германии, в земле Шлезвиг-Гольштейн. 
Входит в состав района Зегеберг. Подчиняется управлению Трафе-Ланд.  Население составляет 1493 человека (на 31 декабря 2010 года). Занимает площадь 4,53 км².